# 神戸空襲を記録する会
神戸空襲を記録する会（こうべくうしゅうをきろくするかい）は、神戸空襲における死没者の名簿を編纂する市民団体。

## 沿革
1971年、「神戸空襲を記録する会」が発足する。1972年以降、特に被害の大きかった3月17日を神戸空襲の日とし、薬仙寺（神戸市兵庫区）で毎年慰霊祭を開いている。1975年3月16日、薬仙寺に神戸大空襲犠牲者慰霊碑を建立する。1978年から死没者名簿の収集に取り組んできた。神戸空襲で亡くなった人の名前を国や自治体は把握しておらず、公的な犠牲者名簿は存在しない。このことから、同会メンバーは寺を訪ねて過去帳を調べ、慰霊祭で遺族らに協力を呼び掛けることによって神戸空襲で亡くなった人の名前を調べた。しかし、名簿作成は一時頓挫する。
阪神・淡路大震災の2年後の1997年、代表が亡くなり、中田政子が2代目の代表になる。小学校や中学校を空襲体験者と共に訪問し、つらかった人の思いを伝える。戦後60年の2005年、代表の中田たちが名簿収集を再開する。2010年6月、神戸空襲の犠牲者の名前を刻んだ慰霊碑の設置を神戸市に要請する。2011年、神戸市から協力の約束を取り付ける。神戸市は碑の設置と名簿編纂への協力を了承する。神戸市の広報紙やホームページでも情報提供の呼びかけが始まる。全国に情報提供を呼びかけ、2012年5月末までに1496人分を収集する。2012年、慰霊碑の建設費の募金を同会が呼び掛けると、目標を上回る990万円が全国から寄せられる。市街地を一望できる神戸市中央区楠町7の大倉山公園の土地が神戸市から提供される。慰霊碑には1978年以来集めてきた犠牲者1752人の名前が刻まれる。
2013年8月7日、大倉山公園で「神戸空襲を忘れない―いのちと平和の碑―」と名付けた慰霊碑の設置工事が行われる。15日午前10時から慰霊碑の除幕式が行われる。除幕式では、中田代表があいさつをし、「戦争を繰り返してはならないという、たくさんの人の願いが集まってできた。碑に刻まれた名前の向こうに一人一人の生きた命があったことを想像してほしい」と呼び掛けた。

## 著書

### 単著
- 神戸空襲を記録する会『炎の記録神戸大空襲 : 神戸空襲を記録する会10年の歩み』神戸空襲を記録する会、1981年8月。

### 編著
- 神戸空襲を記録する会 編 編『神戸大空襲』のじぎく文庫、1972年。
- 神戸空襲を記録する会 編 編『神戸空襲体験記』 総集編、のじぎく文庫、1975年。
- 神戸空襲を記録する会 編 編『神戸大空襲 : 戦後60年から明日へ』神戸新聞総合出版センター〈のじぎく文庫〉、2005年12月。ISBN 4343003396。